# Campionati europei di pentathlon moderno 2013
I campionati europei di pentathlon moderno 2013 sono stati la 22ª edizione della competizione. Si sono svolti dall'11 al 17 luglio 2013 a Drzonów, in Polonia.

## Programma
| Data      | Evento                               |
| --------- | ------------------------------------ |
| 11 luglio | Qualificazione individuale femminile |
| 12 luglio | Qualificazione individuale maschile  |
| 13 luglio | Finale individuale femminile         |
| 14 luglio | Finale individuale maschile          |
| 15 luglio | Staffetta mista                      |
| 16 luglio | Staffetta femminile                  |
| 17 luglio | Staffetta maschile                   |

## Podi

### Maschili
| Evento              | Oro                                              | Punteggio | Argento                                                       | Punteggio | Bronzo                                                      | Punteggio |
| Individuale         | Ádám Marosi                                      | 5.916     | Róbert Kasza                                                  | 5.888     | Aleksandr Lesun                                             | 5.824     |
| A squadre           | Ungheria Bence Demeter Róbert Kasza Ádám Marosi  | 17.504    | Francia Jean-Maxence Berrou Christopher Patte Valentin Prades | 17.340    | Italia Nicola Benedetti Riccardo De Luca Pierpaolo Petroni  | 17.016    |
| Staffetta a squadre | Rep. Ceca Jan Kuf Ondřej Polívka Michal Sedlecký | 6.150     | Gran Bretagna James Cook Joseph Evans Samuel Curry            | 6.112     | Bielorussia Michail Micik Pavel Cichanaŭ Stanislaŭ Žuraŭlëŭ | 6.090     |

### Femminili
| Evento              | Oro                                                     | Punteggio | Argento                                                        | Punteggio | Bronzo                                               | Punteggio |
| Individuale         | Zsófia Földházi                                         | 5.452     | Hanna Burjak                                                   | 5.416     | Anastasija Spas                                      | 5.384     |
| A squadre           | Gran Bretagna Kate French Samantha Murray Mhairi Spence | 15.740    | Ucraina Hanna Burjak Irina Chochlova Viktorija Tereščuk        | 15.600    | Germania Ronja Döring Annika Schleu Lena Schöneborn  | 15.396    |
| Staffetta a squadre | Gran Bretagna Samantha Murray Kate French Katy Burke    | 5.340     | Polonia Katarzyna Wójcik Oktawia Nowacka Aleksandra Skarżyńska | 5.282     | Germania Claudia Knack Annika Schleu Lena Schöneborn | 5.262     |

### Misti
| Evento          | Oro                                         | Punteggio | Argento                                | Punteggio | Bronzo                                        | Punteggio |
| Staffetta mista | Ucraina Viktorija Tereščuk Pavlo Timoščenko | 5.846     | Russia Donata Rimšaitė Aleksandr Lesun | 5.836     | Lituania Laura Asadauskaitė Justinas Kinderis | 5.810     |

## Medagliere
| Pos.   | Paese         | Oro | Argento | Bronzo | Totale |
| ------ | ------------- | --- | ------- | ------ | ------ |
| 1      | Ungheria      | 3   | 1       | 0      | 4      |
| 2      | Gran Bretagna | 2   | 1       | 0      | 3      |
| 3      | Ucraina       | 1   | 2       | 1      | 4      |
| 4      | Rep. Ceca     | 1   | 0       | 0      | 1      |
| 5      | Russia        | 0   | 1       | 1      | 2      |
| 6      | Francia       | 0   | 1       | 0      | 1      |
| 6      | Polonia       | 0   | 1       | 0      | 1      |
| 8      | Germania      | 0   | 0       | 2      | 2      |
| 9      | Bielorussia   | 0   | 0       | 1      | 1      |
| 9      | Italia        | 0   | 0       | 1      | 1      |
| 9      | Lituania      | 0   | 0       | 1      | 1      |
| Totale | Totale        | 7   | 7       | 7      | 21     |